# العلاقات الجزائرية الرواندية
العلاقات الجزائرية الرواندية هي العلاقات الثنائية التي تجمع بين الجزائر ورواندا.

## مقارنة بين البلدين
هذه مقارنة عامة ومرجعية للدولتين:
| وجه المقارنة                                              | الجزائر                      | رواندا                                        |
| --------------------------------------------------------- | ---------------------------- | --------------------------------------------- |
| المساحة (كم2)                                             | 2.38 مليون                   | 26.34 ألف                                     |
| عدد السكان (نسمة)                                         | 38.81 مليون                  | 12.21 مليون                                   |
| الكثافة السكانية (ن./كم²)                                 | 16.31                        | 463.55                                        |
| العاصمة                                                   | الجزائر                      | كيغالي                                        |
| اللغة الرسمية                                             | اللغة العربية، لغات أمازيغية | اللغة الكينيارواندا، لغة إنجليزية، لغة فرنسية |
| العملة                                                    | دينار جزائري                 | فرنك رواندي                                   |
| الناتج المحلي الإجمالي (بليون دولار)                      | 170.37 مليار                 | 9.14 مليار                                    |
| الناتج المحلي الإجمالي (تعادل القوة الشرائية) بليون دولار | 582.63 مليار                 | 20.46 مليار                                   |
| الناتج المحلي الإجمالي الاسمي للفرد دولار أمريكي          | 4.21 ألف                     | 697                                           |
| الناتج المحلي الإجمالي للفرد دولار أمريكي                 | 14.19 ألف                    | 1.66 ألف                                      |
| مؤشر التنمية البشرية                                      | 0.745                        | 0.483                                         |
| رمز المكالمات الدولي                                      | +213                         | +250                                          |
| رمز الإنترنت                                              | .dz                          | .rw                                           |
| المنطقة الزمنية                                           | ت ع م+01:00                  | ت ع م+02:00                                   |

## منظمات دولية مشتركة
يشترك البلدان في عضوية مجموعة من المنظمات الدولية، منها:
| علم المنظمة | اسم المنظمة                               | تاريخ انضمام الجزائر | تاريخ انضمام رواندا |
| ----------- | ----------------------------------------- | -------------------- | ------------------- |
|             | مؤسسة التنمية الدولية                     | 26 سبتمبر 1963       | 30 سبتمبر 1963      |
|             | يونسكو                                    | 15 أكتوبر 1962       | 7 نوفمبر 1962       |
|             | وكالة ضمان الاستثمار متعدد الأطراف        | 4 يونيو 1996         | 27 سبتمبر 2002      |
|             | الأمم المتحدة                             | 8 أكتوبر 1962        | 18 سبتمبر 1962      |
|             | الاتحاد البريدي العالمي                   | ?                    | ?                   |
|             | البنك الدولي للإنشاء والتعمير             | 26 سبتمبر 1963       | 30 سبتمبر 1963      |
|             | الاتحاد الدولي للاتصالات                  | 3 مايو 1963          | 12 ديسمبر 1962      |
|             | منظمة حظر الأسلحة الكيميائية              | ?                    | ?                   |
|             | مؤسسة التمويل الدولية                     | 23 سبتمبر 1990       | 6 نوفمبر 1975       |
|             | المركز الدولي لتسوية المنازعات الاستشارية | 22 مارس 1996         | 14 نوفمبر 1979      |
|             | منظمة التجارة العالمية                    | ?                    | ?                   |
|             | منظمة الشرطة الجنائية الدولية             | ?                    | ?                   |
|             | الاتحاد الأفريقي                          | 25 مايو 1963         | ?                   |
|             | البنك الإفريقي للتنمية                    | ?                    | ?                   |

## وصلات خارجية
- موقع وزارة الخارجية الجزائرية
- موقع وزارة الخارجية الرواندية